# Giro d’Italia 2025/15. Etappe
Die 15. Etappe des Giro d’Italia 2025 fand am 25. Mai 2025 statt. Sie führte die 108. Austragung des italienischen Etappenrennens in die Alpen. Gestartet wurde der 219 Kilometer lange Abschnitt in Fiume Veneto, ehe er nach der Überquerung des Monte Grappa in Asiago zu Ende ging. Nach der Etappe hatten die Fahrer insgesamt 2427,3 Kilometer zurückgelegt, was 70,49 % der Gesamtdistanz entspricht. Die Organisatoren der Rundfahrt bewerteten die Schwierigkeit der Etappe mit vier von fünf Sternen.
Im Anschluss an die 15. Etappe erfolgt der dritte Ruhetag.
Den Etappensieg sicherte sich der Spanier Carlos Verona (Lidl-Trek), der sich rund 44 Kilometer vor dem Ziel im Anstieg von Dori von seinen Fluchtgefährten absetzte. Dahinter folgten Florian Stork (Tudor Pro Cycling Team) und Christian Scaroni (XDS Astana Team) mit abständen von 22 bzw. 23 Sekunden. Isaac Del Toro (UAE Team Emirates-XRG) verteidigte das Rosa Trikot.

## Streckenverlauf
Der neutralisierte Start erfolgte in Fiume Veneto auf der SP21 vor der Parrocchia San Nicolo Vescovo. Im Anschluss ging es über die Via Bassi und SP60 auf die SS13, wo das Rennen nach 4 Kilometern mit der Überquerung des Meduna freigegeben wurde.
Nach dem offiziellen Start führte die Strecke über Pordenone, Fontanafredda, Sacile und Orsago nach San Martino Colle Umberto, wo nach 29,6 Kilometern der erste Zwischensprint ausgefahren wurde. Im Anschluss ging es über Vittorio Veneto zum Anstieg der Muro di Ca’ del Poggio (242 m), die auf einer Länge von 1100 Metern mit 12,3 % anstieg und maximale Steigungsprozente von 19 % beinhaltete. Der Anstieg wurde nach 44,7 Kilometern überquert, wobei auf der Kuppe eine Bergwertung der 4. Kategorie abgenommen wurde. Die nachfolgenden 60 Kilometer verliefen hingegen flach, wobei es über Pieve di Soligo, Moriago della Battaglia, Vidor und Pederobba nach Possagno ging, wo nach 89,8 Kilometern der zweite Zwischensprint erfolgte. Kurz darauf begann in Romano d’Ezzelino die Auffahrt auf den Monte Grappa (1611 m). Die Fahrer absolvierten den 25,1 Kilometer langen Anstieg über die SP148, die eine durchschnittliche Steigung von 5,7 % aufwies. Auf der Kuppe wurde nach 128,6 Kilometern eine Bergwertung der 1. Kategorie abgenommen, ehe es bergab ins nördliche Caupo ging. Nun folgten 20 großteils flache Kilometer, die über Fonzaso, Arsiè und Fastro nach Primolano führten. Danach begann die Straße wieder zu steigen und die Fahrer nahmen die 16,4 Kilometer lange Auffahrt nach Dori (1106 m) in Angriff. Dabei stieg die gut ausgebaute SP76 im Schnitt mit 5,4 % an und erreichte im unteren Teil maximale Steigungsprozente von 9 %. Ansonsten verlief der Anstieg großteils rhythmisch mit wenigen steilen Passagen. Eine Besonderheit bildete der Red Bull-Kilometer, der 33,2 Kilometer vor dem Ziel in der zweiten Hälfte des Anstiegs in Enego ausgefahren wurde. 27,5 Kilometer vor dem Ziel erreichten die Fahrer schließlich Dori, wo eine Bergwertung der 2. Kategorie abgenommen wurde. Die anschließenden Kilometer führten auf welligem Terrain über Stoner, Foza und Gallio nach Asiago, wo sich das Ziel vor dem Duomo di San Matteo Apostolo befand.
|                            | Ort                       | Kilometer | Länge (km) | Höhe (m) | Ø Steigung | max. Steigung |
| -------------------------- | ------------------------- | --------- | ---------- | -------- | ---------- | ------------- |
| neutralisierter Start      | Fiume Veneto (SP21)       | −4        |            |          |            |               |
| offizieller Start          | Cordenons (SS13)          | 0         |            |          |            |               |
| Zwischensprint             | San Martino Colle Umberto | 29,6      |            |          |            |               |
| Bergwertung (4. Kategorie) | Muro di Ca’ del Poggio    | 44,7      | 1,1        | 242      | 12,3 %     | 19 %          |
| Zwischensprint             | Possagno                  | 89,8      |            |          |            |               |
| Bergwertung (1. Kategorie) | Monte Grappa              | 128,6     | 25,1       | 1611     | 5,7 %      | 11 %          |
| Red Bull-Kilometer         | Enego                     | 185,8     |            |          |            |               |
| Bergwertung (2. Kategorie) | Dori                      | 191,5     | 16,4       | 1106     | 5,4 %      | 9 %           |
| Ziel                       | Asiago                    | 219       |            |          |            |               |

## Rennverlauf
Nach seinem Sturz am Vortag, ging Giulio Ciccone (Lidl-Trek) nicht an den Start der 15. Etappe. Unmittelbar nachdem das Rennen freigegeben worden war, kam es zu den ersten Angriffen im Hauptfeld, wobei sich in der frühen Rennphase keine Gruppe lösen konnte. Nach rund 30 Kilometern erfolgte der erste Zwischensprint in San Martino Colle Umberto, bei dem sich Mads Pedersen (Lidl-Trek) vor Jensen Plowright (Alpecin-Deceuninck), Olav Kooij (Visma-Lease a Bike), Casper van Uden (Picnic PostNL) und Dries De Bondt (Decathlon AG2R La Mondiale) durchsetzte. Im Anstieg der Muro di Ca’ del Poggio zog sich das Peloton in die Länge, wobei sich Nicola Conci (XDS Astana), Lorenzo Milesi (Movistar) und Patrick Konrad (Lidl-Trek) die meisten Punkte sicherte. Kurz darauf zerfiel das Hauptfeld und es löste sich eine 35 Fahrer umfassende Ausreißergruppe, in der mit Einer Rubio (Movistar) auch der 14. der Gesamtwertung vertreten war. Sein Rückstand auf den gesamtführenden Isaac Del Toro (UAE Team Emirates-XRG) betrug vier Minuten und 26 Sekunden. Zugleich wurde Antonio Tiberi (Bahrain Victorious) vom Hauptfeld abgehängt, konnte die Lücke mit Hilfe seiner Teamkollegen jedoch noch vor dem Anstieg des Monte Grappa schließen. Beim zweiten Zwischensprint des Tages setzte sich Marco Frigo (Israel-Premier Tech) aus der Fluchtgruppe vor Davide De Pretto (Jayco AlUla), Jefferson Cepeda (Movistar), Diego Ulissi (XDS Astana) und Davide Formolo (Movistar) durch.
Im Anstieg des Monte Grappa zerfiel die große Ausreißergruppe. Lorenzo Fortunato (XDS Astana), der Führende der Bergwertung, erreichte die Kuppe des Passes als Erster und sicherte sich so 40 weitere Punkte. Dahinter folgten Marco Frigo, Christian Scaroni (XDS Astana), Diego Ulissi, Davide Formolo, Nicola Conci, Bart Lemmen (Visma-Lease a Bike) und Einer Rubio mit einem kleinen Abstand. In der anschließenden Abfahrt schob sich das Feld jedoch wieder zusammen und es bildete sich eine neue Ausreißergruppe. Unterdessen forcierten die Ineos Grenadiers das Tempo im Anstieg des Monte Grappa, ehe Egan Bernal rund zwei Kilometer vor der Passhöhe angriff. Isaac Del Toro folgte dem Kolumbianer und auch Richard Carapaz (EF Education-EasyPost), Thymen Arensman (Ineos Grenadiers) und Derek Gee (Israel-Premier Tech) konnten die Lücke zu den beiden noch vor der Passhöhe schließen. Dahinter übernahm das UAE Team Emirates-XRG die Nachführarbeit und schloss in der Abfahrt gemeinsam mit Juan Ayuso (UAE Team Emirates-XRG) und den restlichen Gesamtklassement-Fahrern wieder zu den Angreifern auf.
Nach der Abfahrt wurde das Tempo im Hauptfled gedrosselt, sodass die neuformierte Ausreißergruppe einen Vorsprung von rund vier Minuten herausfahren konnte. An der Spitze des Rennens befanden sich nun mit Nicolas Prodhomme (Decathlon AG2R La Mondiale), Marco Frigo, Florian Stork (Tudor), Romain Bardet (Picnic PostNL), Gianmarco Garofoli (Soudal Quick-Step), Pello Bilbao (Bahrain Victorious), Jefferson Cepeda, Filippo Zana (Jayco AlUla), Bart Lemmen, Carlos Verona (Lidl-Trek), Christian Scaroni und Filippo Fiorelli (VF Group-Bardiani CSF-Faizanè) elf Fahrer, wobei keiner eine Gefahr für den Gesamtführenden darstellte. Im Anstieg nach Dori griff Carlos Verona rund 44 Kilometer vor dem Ziel an und konnte sich rasch als Solist absetzen. Der Spanier fuhr zunächst rund eine halbe Minute heraus, sicherte sich die meisten Zeitbonifikationen beim Red Bull-Kilometer und überquerte die Bergwertung mit einem Vorsprung von nur zehn Sekunden. Dahinter folgten Filippo Zana, Gianmarco Garofoli, die sich bereits beim Zwischensprint in umgekehrter Reihenfolge die verbliebenen Bonussekunden gesichert hatten, sowie Florian Stork, Christian Scaroni und Romain Bardet. Die sechs Fahrer schlossen sich zu einer Gruppe zusammen, konnten auf den letzten 28 Kilometern jedoch nicht mehr zu dem Führenden aufschließen. So gewann Carlos Verona seine erste Grand-Tour-Etappe mit einem Vorsprung von 22 Sekunden vor Florian Stork, der sich im Zielsprint mit einer Sekunde Vorsprung gegenüber Christian Scaroni durchsetzte. Im Hauptfeld kam es unterdessen zu einer weiteren Attacke durch Egan Bernal, der beim Red Bull-Kilometer rund 33 Kilometer vor dem Ziel das Tempo forcierte. Im Anschluss folgten mehrere Angriffe von Richard Carapaz, wodurch die Favoritengruppe zerfiel. Rund zwei Kilometer vor der Bergwertung von Dori wurde Primož Roglič (Red Bull-Bora-hansgrohe) abgehängt und verlor auf den abschließenden Kilometern weiter an Zeit. Da das Tempo in der Gruppe um den Gesamtführenden weiter hochgehalten wurde, verlor der Giro-d’Italia-Sieger des Jahres 2023 letztlich eineinhalb Minuten und rutschte in der Gesamtwertung auf den zehnten Rang ab.
Mit Ausnahme des Zeitverlustes von Primož Roglič kam es im Gesamtklassement zu keinen großen Veränderungen. Isaac Del Toro führt nach wie vor die Gesamtwertung mit einem Vorsprung von einer Minute und 20 Sekunden vor Simon Yates (Visma-Lease a Bike) an und liegt mit seinen 21 Jahren weiterhin an der Spitze des Nachwuchswertung. Sein Teamkollege Juan Ayuso weist als Gesamtdritter einen Rückstand von einer Minute und 26 Sekunden auf. Primož Roglič weist nun als Gesamtzehnter einen Rückstand von drei Minuten und 53 Sekunden auf. Sowohl Mads Pedersen als auch Lorenzo Fortunato bauten ihre Vorsprünge in der Punkte-, bzw. Bergwertung weiter aus, wobei beide bereits mehr als 100 Punkte vor ihren ersten Verfolgern liegen. Das UAE Team Emirates-XRG führt weiterhin die Mannschaftswertung an. Nach dem Ausscheiden von Giulio Ciccone erreichten alle 169 Starter das Ziel, wobei Marco Frigo zum aktivsten Fahrer gewählt wurde.

## Ergebnis
| \| Etappenergebnis \| Etappenergebnis \| Etappenergebnis \| Etappenergebnis \| Etappenergebnis \| \| Fahrer \| Fahrer \| Land \| Team \| Zeit \| \| --------------- \| ------------------ \| ---------------------- \| ----------------------------- \| --------------- \| \| 1. \| Carlos Verona \| Spanien \| Lidl-Trek \| 5 h 15 min 41 s \| \| 2. \| Florian Stork \| Deutschland \| Tudor Pro Cycling Team \| + 22 s \| \| 3. \| Christian Scaroni \| Italien \| XDS Astana Team \| + 23 s \| \| 4. \| Romain Bardet \| Frankreich \| Team Picnic-PostNL \| + 23 s \| \| 5. \| Nicolas Prodhomme \| Frankreich \| Decathlon-AG2R La Mondiale \| + 23 s \| \| 6. \| Filippo Zana \| Italien \| Team Jayco AlUla \| + 23 s \| \| 7. \| Gianmarco Garofoli \| Italien \| Soudal Quick-Step \| + 26 s \| \| 8. \| Filippo Fiorelli \| Italien \| VF Group-Bardiani CSF-Faizanè \| + 29 s \| \| 9. \| Damiano Caruso \| Italien \| Bahrain Victorious \| + 29 s \| \| 10. \| Max Poole \| Vereinigtes Königreich \| Team Picnic-PostNL \| + 29 s \| |                    |                        |                               |                 |
| |                    |                        |                               |                 |
| Quelle: ProCyclingStats |                    |                        |                               |                 |
| Etappenergebnis |                    |                        |                               |                 |
| Fahrer | Fahrer             | Land                   | Team                          | Zeit            |
| 1. | Carlos Verona      | Spanien                | Lidl-Trek                     | 5 h 15 min 41 s |
| 2. | Florian Stork      | Deutschland            | Tudor Pro Cycling Team        | + 22 s          |
| 3. | Christian Scaroni  | Italien                | XDS Astana Team               | + 23 s          |
| 4. | Romain Bardet      | Frankreich             | Team Picnic-PostNL            | + 23 s          |
| 5. | Nicolas Prodhomme  | Frankreich             | Decathlon-AG2R La Mondiale    | + 23 s          |
| 6. | Filippo Zana       | Italien                | Team Jayco AlUla              | + 23 s          |
| 7. | Gianmarco Garofoli | Italien                | Soudal Quick-Step             | + 26 s          |
| 8. | Filippo Fiorelli   | Italien                | VF Group-Bardiani CSF-Faizanè | + 29 s          |
| 9. | Damiano Caruso     | Italien                | Bahrain Victorious            | + 29 s          |
| 10. | Max Poole          | Vereinigtes Königreich | Team Picnic-PostNL            | + 29 s          |

## Gesamtstände
| \| Gesamtwertung \| Gesamtwertung \| Gesamtwertung \| Gesamtwertung \| Gesamtwertung \| \| Fahrer \| Fahrer \| Land \| Team \| Zeit \| \| ------------- \| --------------- \| ---------------------- \| -------------------------- \| ---------------- \| \| 1. \| Isaac Del Toro \| Mexiko \| UAE Team Emirates XRG \| 55 h 54 min 04 s \| \| 2. \| Simon Yates \| Vereinigtes Königreich \| Team Visma \\| Lease a Bike \| + 1 min 20 s \| \| 3. \| Juan Ayuso \| Spanien \| UAE Team Emirates XRG \| + 1 min 26 s \| \| 4. \| Richard Carapaz \| Ecuador \| EF Education-EasyPost \| + 2 min 07 s \| \| 5. \| Derek Gee \| Kanada \| Israel-Premier Tech \| + 2 min 54 s \| \| 6. \| Damiano Caruso \| Italien \| Bahrain Victorious \| + 2 min 55 s \| \| 7. \| Antonio Tiberi \| Italien \| Bahrain Victorious \| + 3 min 02 s \| \| 8. \| Egan Bernal \| Kolumbien \| Ineos Grenadiers \| + 3 min 38 s \| \| 9. \| Thymen Arensman \| Niederlande \| Ineos Grenadiers \| + 3 min 45 s \| \| 10. \| Primož Roglič \| Slowenien \| Red Bull-Bora-Hansgrohe \| + 3 min 53 s \| |                 |                        |                            |                  |
| |                 |                        |                            |                  |
| Quelle: ProCyclingStats |                 |                        |                            |                  |
| Gesamtwertung |                 |                        |                            |                  |
| Fahrer | Fahrer          | Land                   | Team                       | Zeit             |
| 1. | Isaac Del Toro  | Mexiko                 | UAE Team Emirates XRG      | 55 h 54 min 04 s |
| 2. | Simon Yates     | Vereinigtes Königreich | Team Visma \| Lease a Bike | + 1 min 20 s     |
| 3. | Juan Ayuso      | Spanien                | UAE Team Emirates XRG      | + 1 min 26 s     |
| 4. | Richard Carapaz | Ecuador                | EF Education-EasyPost      | + 2 min 07 s     |
| 5. | Derek Gee       | Kanada                 | Israel-Premier Tech        | + 2 min 54 s     |
| 6. | Damiano Caruso  | Italien                | Bahrain Victorious         | + 2 min 55 s     |
| 7. | Antonio Tiberi  | Italien                | Bahrain Victorious         | + 3 min 02 s     |
| 8. | Egan Bernal     | Kolumbien              | Ineos Grenadiers           | + 3 min 38 s     |
| 9. | Thymen Arensman | Niederlande            | Ineos Grenadiers           | + 3 min 45 s     |
| 10. | Primož Roglič   | Slowenien              | Red Bull-Bora-Hansgrohe    | + 3 min 53 s     |

| Punktewertung | Punktewertung      | Punktewertung | Punktewertung              | Punktewertung |
| Fahrer        | Fahrer             | Land          | Team                       | Punkte        |
| ------------- | ------------------ | ------------- | -------------------------- | ------------- |
| 1.            | Mads Pedersen      | Dänemark      | Lidl-Trek                  | 240 P.        |
| 2.            | Olav Kooij         | Niederlande   | Team Visma \| Lease a Bike | 135 P.        |
| 3.            | Casper van Uden    | Niederlande   | Team Picnic-PostNL         | 88 P.         |
| 4.            | Isaac Del Toro     | Mexiko        | UAE Team Emirates XRG      | 80 P.         |
| 5.            | Wout van Aert      | Belgien       | Team Visma \| Lease a Bike | 78 P.         |
| 6.            | Orluis Aular       | Venezuela     | Movistar Team              | 67 P.         |
| 7.            | Alessandro Tonelli | Italien       | Team Polti VisitMalta      | 64 P.         |
| 8.            | Kaden Groves       | Australien    | Alpecin-Deceuninck         | 63 P.         |
| 9.            | Kasper Asgreen     | Dänemark      | EF Education-EasyPost      | 60 P.         |
| 10.           | Richard Carapaz    | Ecuador       | EF Education-EasyPost      | 52 P.         |

| Bergwertung | Bergwertung       | Bergwertung            | Bergwertung                   | Bergwertung |
| Fahrer      | Fahrer            | Land                   | Team                          | Punkte      |
| ----------- | ----------------- | ---------------------- | ----------------------------- | ----------- |
| 1.          | Lorenzo Fortunato | Italien                | XDS Astana Team               | 197 P.      |
| 2.          | Juan Ayuso        | Spanien                | UAE Team Emirates XRG         | 54 P.       |
| 3.          | Manuele Tarozzi   | Italien                | VF Group-Bardiani CSF-Faizanè | 50 P.       |
| 4.          | Paul Double       | Vereinigtes Königreich | Team Jayco AlUla              | 36 P.       |
| 5.          | Christian Scaroni | Italien                | XDS Astana Team               | 31 P.       |
| 6.          | Isaac Del Toro    | Mexiko                 | UAE Team Emirates XRG         | 31 P.       |
| 7.          | Pello Bilbao      | Spanien                | Bahrain Victorious            | 29 P.       |
| 8.          | Nairo Quintana    | Kolumbien              | Movistar Team                 | 28 P.       |
| 9.          | Diego Ulissi      | Italien                | XDS Astana Team               | 26 P.       |
| 10.         | Sylvain Moniquet  | Belgien                | Cofidis                       | 22 P.       |

| Nachwuchswertung | Nachwuchswertung        | Nachwuchswertung       | Nachwuchswertung        | Nachwuchswertung |
| Fahrer           | Fahrer                  | Land                   | Team                    | Zeit             |
| ---------------- | ----------------------- | ---------------------- | ----------------------- | ---------------- |
| 1.               | Isaac Del Toro          | Mexiko                 | UAE Team Emirates XRG   | 55 h 54 min 04 s |
| 2.               | Juan Ayuso              | Spanien                | UAE Team Emirates XRG   | + 1 min 26 s     |
| 3.               | Antonio Tiberi          | Italien                | Bahrain Victorious      | + 3 min 02 s     |
| 4.               | Davide Piganzoli        | Italien                | Team Polti VisitMalta   | + 5 min 11 s     |
| 5.               | Max Poole               | Vereinigtes Königreich | Team Picnic-PostNL      | + 5 min 51 s     |
| 6.               | Giulio Pellizzari       | Italien                | Red Bull-Bora-Hansgrohe | + 6 min 31 s     |
| 7.               | Embret Svestad-Bårdseng | Norwegen               | Arkéa-B&B Hotels        | + 18 min 47 s    |
| 8.               | Marco Frigo             | Italien                | Israel-Premier Tech     | + 27 min 32 s    |
| 9.               | Edoardo Zambanini       | Italien                | Bahrain Victorious      | + 35 min 17 s    |
| 10.              | Gianmarco Garofoli      | Italien                | Soudal Quick-Step       | + 45 min 24 s    |

| Mannschaftswertung | Mannschaftswertung         | Mannschaftswertung           | Mannschaftswertung |
| Team               | Team                       | Land                         | Zeit               |
| ------------------ | -------------------------- | ---------------------------- | ------------------ |
| 1.                 | UAE Team Emirates XRG      | Vereinigte Arabische Emirate | 167 h 41 min 42 s  |
| 2.                 | Bahrain-Victorious         | Bahrain                      | + 22 min 56 s      |
| 3.                 | XDS Astana Team            | Kasachstan                   | + 31 min 23 s      |
| 4.                 | Team Visma \| Lease a Bike | Niederlande                  | + 35 min 38 s      |
| 5.                 | Red Bull-BORA-hansgrohe    | Deutschland                  | + 38 min 25 s      |
| 6.                 | Movistar Team              | Spanien                      | + 39 min 50 s      |
| 7.                 | Ineos Grenadiers           | Vereinigtes Königreich       | + 54 min 39 s      |
| 8.                 | EF Education-EasyPost      | Vereinigte Staaten           | + 1 h 04 min 09 s  |
| 9.                 | Team Jayco AlUla           | Australien                   | + 1 h 08 min 29 s  |
| 10.                | Israel-Premier Tech        | Israel                       | + 1 h 10 min 29 s  |

## Ausgeschiedene Fahrer
- Giulio Ciccone (Lidl-Trek): wegen Verletzungen am Oberschenkel und Rücken, die er sich beim Sturz in der 14. Etappe zuzog, nicht gestartet.[5][6][7]